# 菜の花

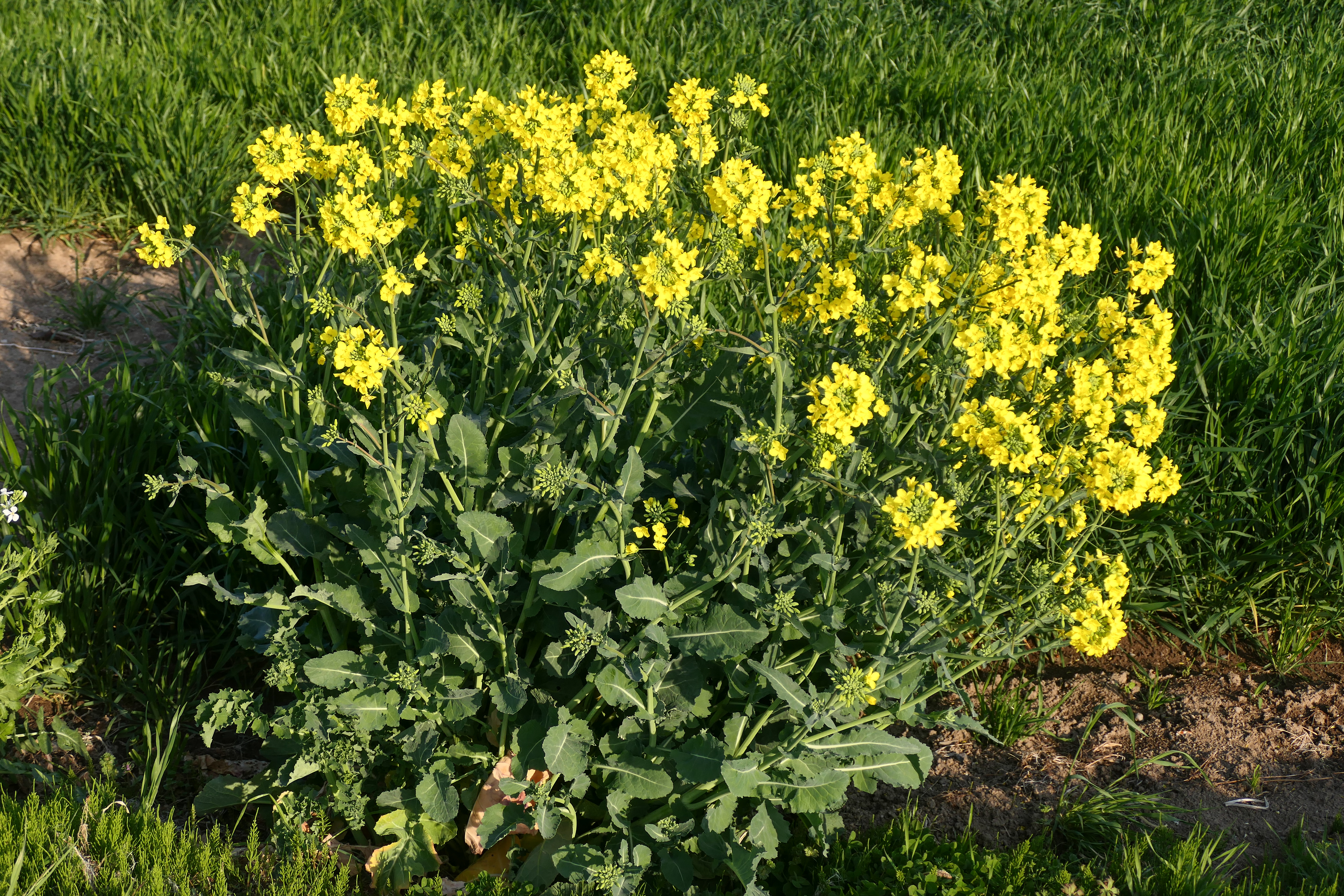
菜の花（セイヨウアブラナ）

菜の花（なのはな）は、アブラナ科アブラナ属の花の総称。特にアブラナまたはセイヨウアブラナの別名としても用いられる。また、菜花（なばな）は、ナタネ、カブ、ハクサイ、キャベツ、ブロッコリー、カラシナ、ザーサイなどアブラナ科アブラナ属で主として花や葉茎を食するものをいう。菜の花の「菜」とは食用の意味であり、菜の花とは食用の花の意味である。コマツナ、ハクサイ、チンゲンサイなどは葉を若どりして食べるもので、そのまま育てて薹（とう）立ちさせると、黄色い花が咲いて花蕾を食べることができる。
なお、アブラナ属以外のアブラナ科の植物には白や紫の花を咲かせるものがあるが、これを指して「白い菜の花」「ダイコンの菜の花」ということもある。紫の花を咲かせるオオアラセイトウは別名で「紫色の菜の花」を意味するムラサキハナナの名でも呼ばれている。

## 利用
中国では、菜の花は菜種油の原料、食用、集成材の原料として用いられる。羅平県のカルスト地形に並ぶ菜の花畑は観光資源にもなっている。菜花は、春の訪れを告げる、ビタミン豊富な花野菜で知られる。アブラナは菜種油の原料となる。

### 菜花
菜花は早春の季節感を楽しめる野菜の一つで、旬は1 - 3月とされ、花蕾とやわらかい葉と茎が食べられる。ふつう、漬け菜のアブラナ群のうち、春先に花茎と蕾を食用にする種類が「菜花」、または「花菜」の名称で市場に流通する。お浸し、和え物、煮浸しなどの和風料理の他、中華料理風の炒め物、洋風のパスタソースなどにも使われる。お浸しや和え物で下茹でするときは、ややかたい茎の部分と、蕾をつけている葉を切り分けて、少量の塩を入れた熱湯で、それぞれを加減を見てさっと茹で、ざるに上げるのが基本である。
菜花は緑黄色野菜で、特有のほろ苦さと瑞々しい食感が特徴で、栄養価が高い。特筆すべきはβ-カロテンとビタミンCが群を抜いて豊富なことで、抗酸化作用が高いといわれるβ-カロテンはピーマンの約5倍、ビタミンCはホウレンソウの約3倍ほど含まれている。ビタミンB2、鉄、カルシウム、カリウム、食物繊維などもバランスよく多く含まれており、カルシウムはコマツナ並み、カリウムはモロヘイヤ並みに含まれている。灰汁（アク）の元となるシュウ酸はホウレンソウの20分の1以下と少ない方なので、調理にあたっては下茹でせずに使うこともでき、水溶性のビタミンCをなるべく流失させないような調理もできる。β-カロテンは、食用油と一緒に調理することで体への摂取効率が高まるので、炒め物のほかにもオリーブオイルや胡麻油を足して食べることも勧められている。
花蕾が密集していて、まだ花が開いていないもの、茎が太くて切り口が円形に近いものが市場価値の高い良品である。収穫した菜花は、日を追ってすぐに花が開いて、茎も筋が硬くなり食べにくくなるので、収穫後から時間をかけずに食べきるのがよいといわれる。やむをえず使い切れないなどで保存するときは、濡らしたペーパータオルなどで包んでからビニール袋に入れる乾燥防止対策をして、花の部分を上に向けて冷蔵する。3 - 4日ほどの長期保存する方法としては、さっと下茹でして水気を絞った菜花を、ラップなどに包んで冷凍する。

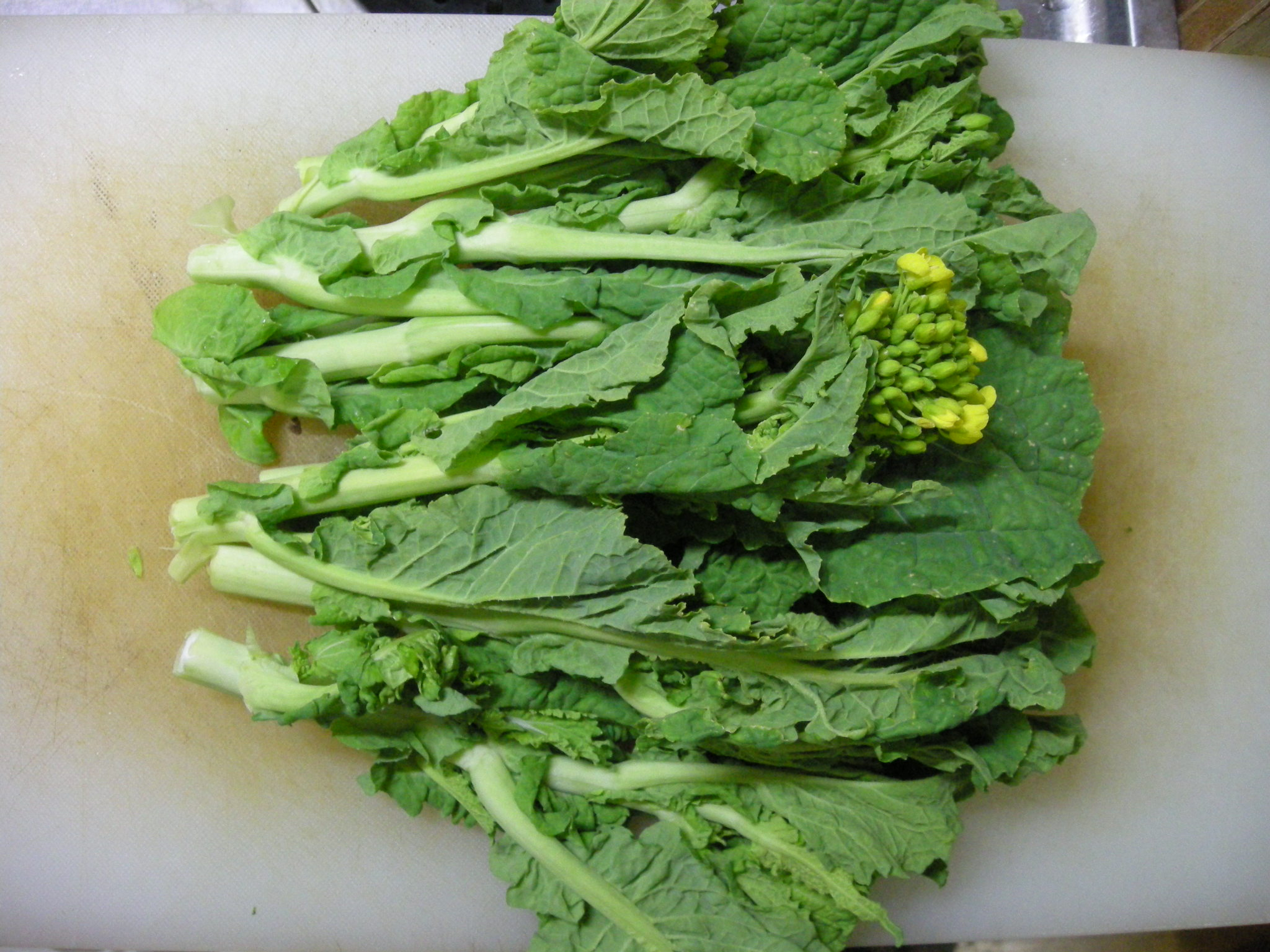
市販の菜の花（頭頂部）
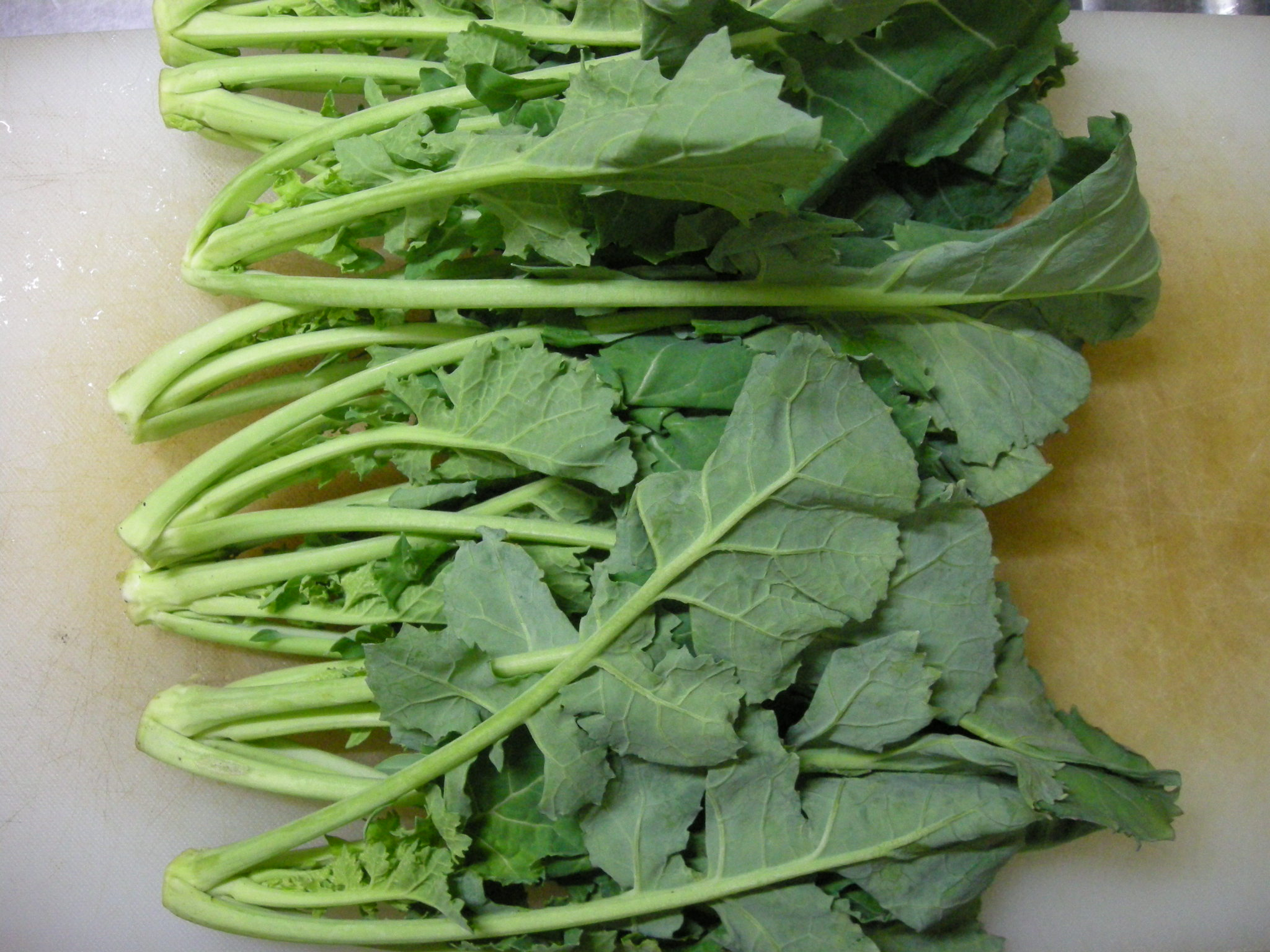
市販の菜の花（脇芽）
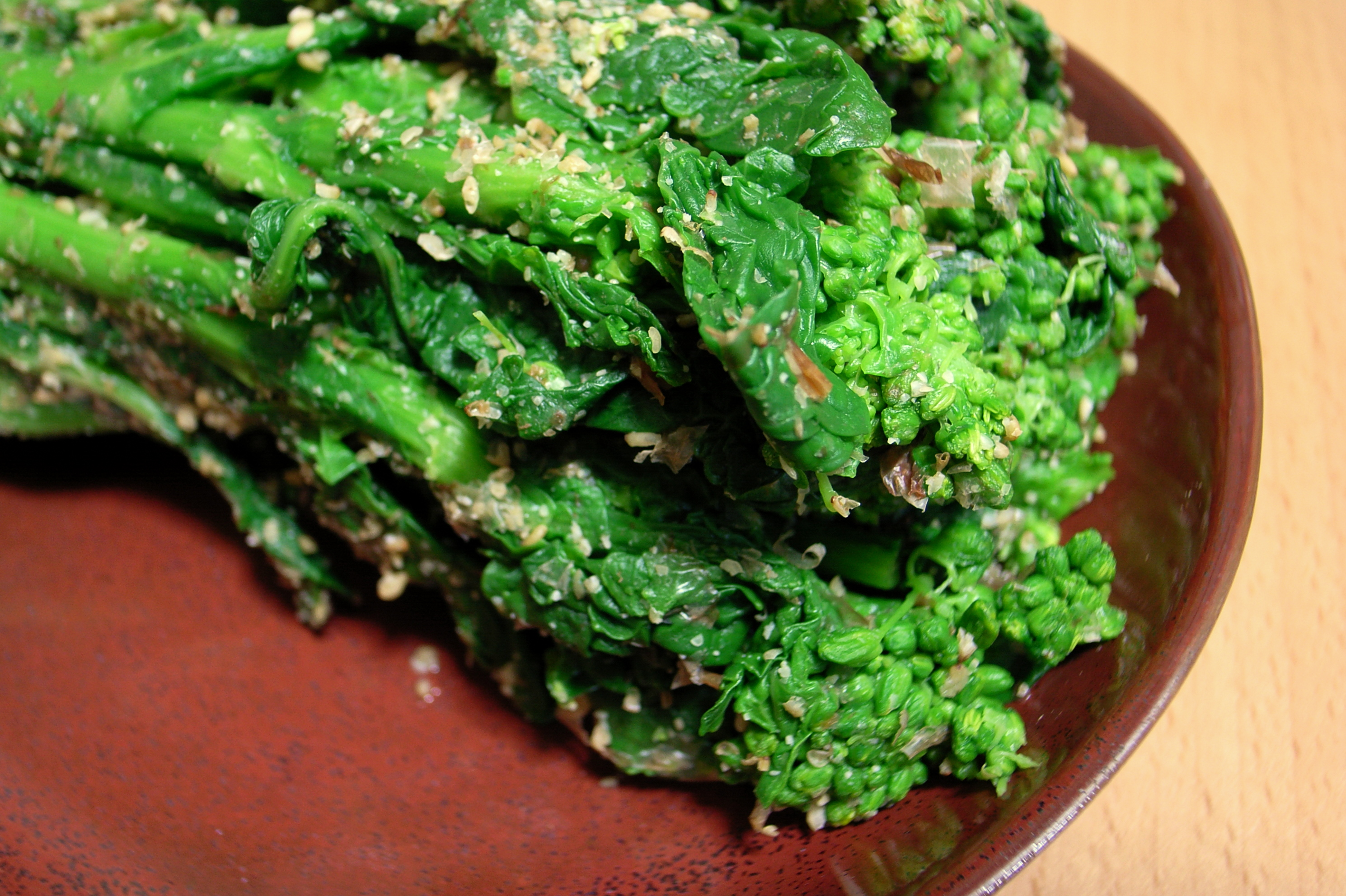
菜の花の胡麻和え
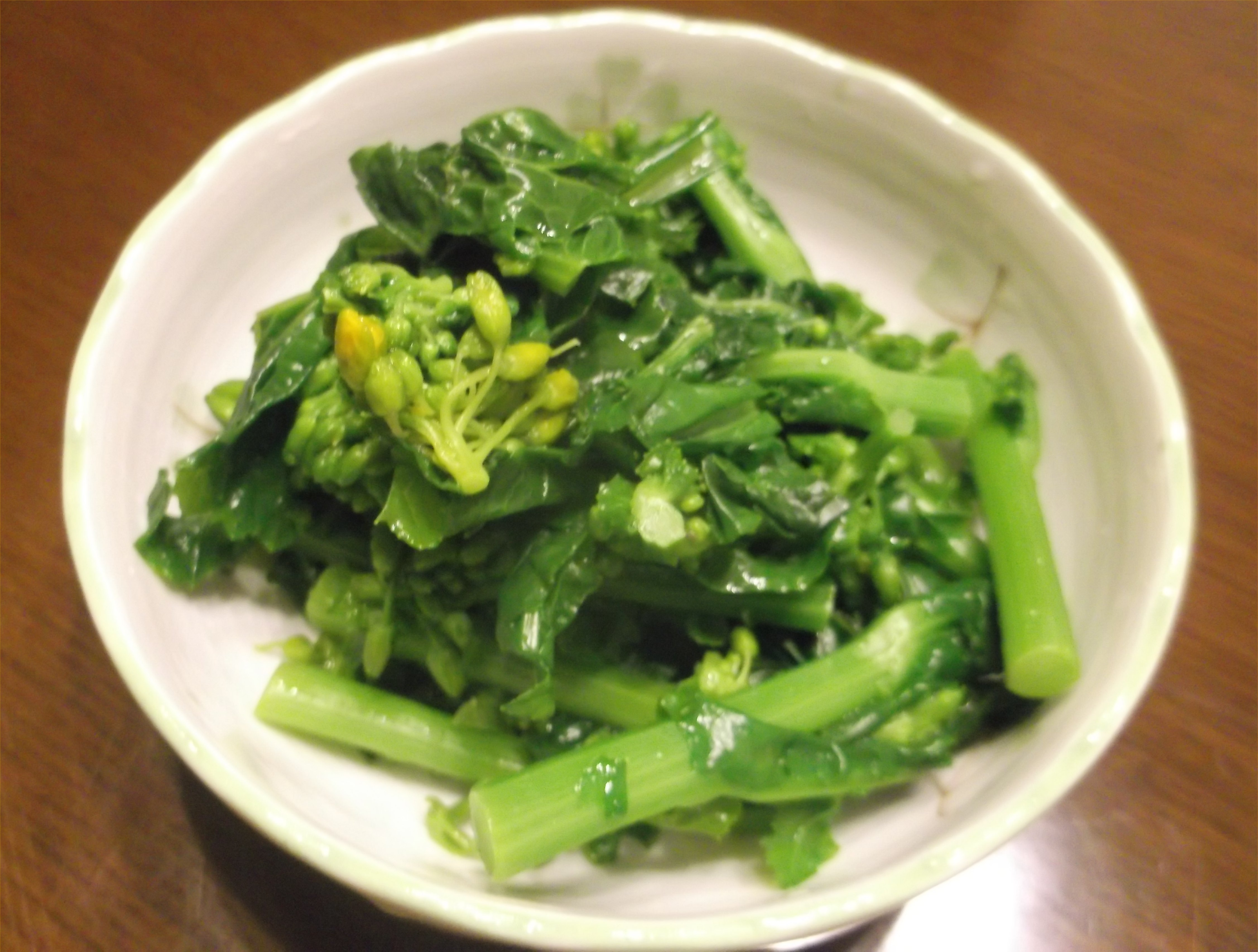
菜の花のお浸し

### 菜花の種類
一般に、食用として出回る「菜花」とよばれるものは、切り花の菜の花を品種改良して苦味を抑えたアブラナ科の野菜のほとんどであるため、その種類は多い。葉が柔らかく花茎と蕾と葉を利用する在来種と、葉が厚く主に花茎と葉を利用する西洋種がある。コウサイタイなど中国野菜由来の品種も出回っている。日本では伝統野菜として栽培されたものもあり、産地によって姿や呼び名も変わることもある。菜花はほろ苦みがあることが特徴であるが、品種交配などによって、苦味が少ない品種も作出されている。
- おいしい菜 - 福岡県で栽培されるセイヨウアブラナから品種改良された品種[8]。クセやアクもなく、下茹でなしでも食べやすい[10]。
- オータムポエム（別名：アスパラ菜） - 中国野菜のコウサイタイとサイシンを元に作られた品種[10]。茎や葉が鮮緑色で、茎と花蕾が食べられる。アスパラガスに似た風味をもつので、別名で「アスパラ菜」とも呼ばれることがある[8]。
- かき菜 - 北関東で栽培されるもので、セイヨウアブラナではなく、在来のアブラナの系統を受け次ぐ品種。名の由来は、花茎を「欠いて」収穫することから[10]。
- 紅菜苔（コウサイタイ） - 中国野菜の一種で、赤紫色の茎が特徴。加熱すると緑色に変わる。甘味があり、炒め物などに向く[8][2]。
- 小松菜
- チンゲンサイ - 花蕾は菜花として市場に出ることも。クセがなく苦味は少ないので、お浸しなどに向く[7]。
- 伏見寒咲花菜 - 京都府で品種改良された品種[8]。京野菜のひとつ。浅漬けにした京都の「菜の花漬け」にも使われる。
- のらぼう菜 - 江戸幕府が種子を配布した「闍婆菜」というセイヨウアブラナが原種で[11]、埼玉県や東京都で栽培される品種。花茎や若葉がやわらかく、アブラナの菜花よりも苦味は少ない[2]。
- 三重なばな - 食用選抜したセイヨウアブラナ

### 鑑賞用

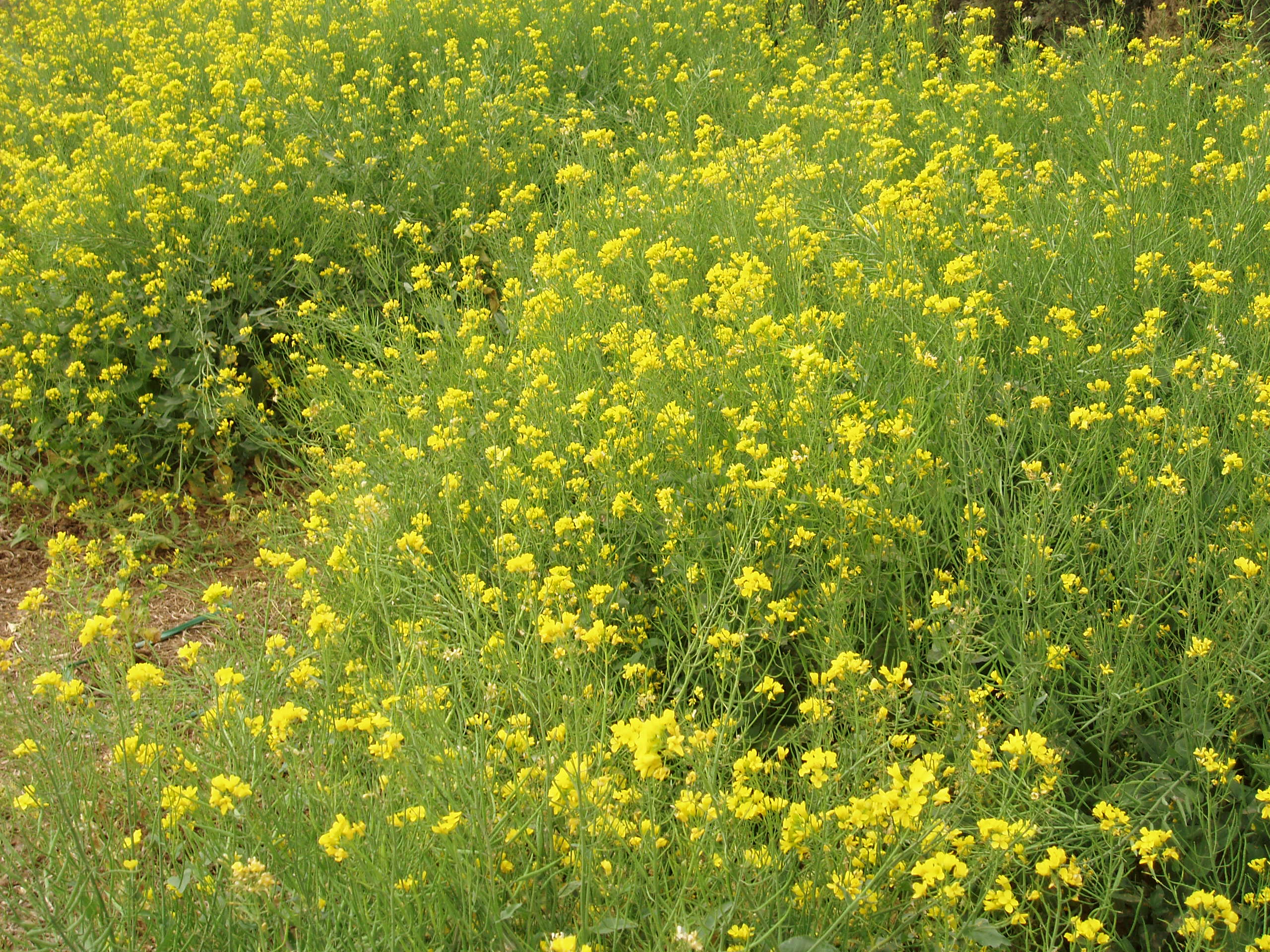
菜の花畑（チンゲンサイ）

春、一面に広がる菜の花畑は壮観で、代表的な春の風物詩でもある。主産地の広大な菜の花畑は観光資源となっている。
切り花用として利用されるものは、チリメンハクサイや改良品種で、葉が白っぽく縮れている。ただしこれは食用にも利用されるため、栽培時期や方法の違いによって出荷先が変わるだけともいえる。

### 修景用
セイヨウカラシナは、丈夫で川原や荒れた土地にも繁茂するため、河川敷や堤防、空き地に播種し、菜の花畑を作るケースがある。

## 栽培
原産地は北ヨーロッパ、地中海沿岸、中央アジアで、日本には菜種油の採油を目的に、16世紀の江戸時代から栽培され始めた。その後品種改良が重ねられて、明治時代以降からは採油される品種とは別に蕾が食べられるようになった品種が作られたといわれている。
栽培時期は、ふつう8月から4月までの間で行われ、栽培適温は15 - 20度とされる。野菜用の品種を育てるときは、8 - 10月の晩夏から秋にかけて種をまき、春に収穫するが、早生種は早く蕾ができ12月から収穫できる。栽培難度は比較的容易であるが、連作は不可とされ、同じ畑で育てるときは1 - 2年はあけるようにする。畑で育てるときは、株間20センチメートル (cm) 程度にして、点まきで1か所に4 - 5粒ほどの種をまき軽く覆土する。発芽後は間引きで育て、1回目の間引きは、本葉が2枚のときに2 - 3本残すように他の芽を切り取って行い、本葉が5 - 6枚に育ったら2回目の間引きで1本だけ残すようにする。間引きのあとは株が倒れないように根元に土寄せを行って、追肥も行う。菜花を収穫するときは、蕾が膨らんで花が1 - 2輪つきはじめたころが適期で、やわらかい上部の花茎を3 - 4 cm切り取るようにする。さらに肥料を与え続けると、わき芽から伸びた花蕾を収穫することができる。

### 中国
中国雲南省は中国全土の4分の1の菜種を生産しており、特に羅平県には2万6,000ヘクタール (ha) の広大な菜の花畑があり最大の産地となっている。

### 日本
2012年の菜花の収穫量は日本全国で約5,222トン (t) で、主産地は千葉県が1,958 t、徳島県が1,248 t、香川県が725 tであった。
2 - 3月だけ出回る旬を残す野菜だったが、予冷技術により出荷時期が延びてきている。また、寒咲花菜のように初冬から出荷されるものもある。
現代の日本では、菜種油採取用のアブラナ畑はあまり見られなくなったが、その他のアブラナ属の野菜も黄色い「菜の花」を咲かせるため、その種子採取用の畑が菜の花畑として親しまれている。
千葉県では早春のアブラナのほかに野菜類（カブやハクサイ）が、青森県横浜町では油用のセイヨウアブラナ、信州の菜の花畑はノザワナがそれぞれ5月に開花する。飯山市では連休中に見ごろとなるよう、ノザワナの播種日を調整している。

## 文化

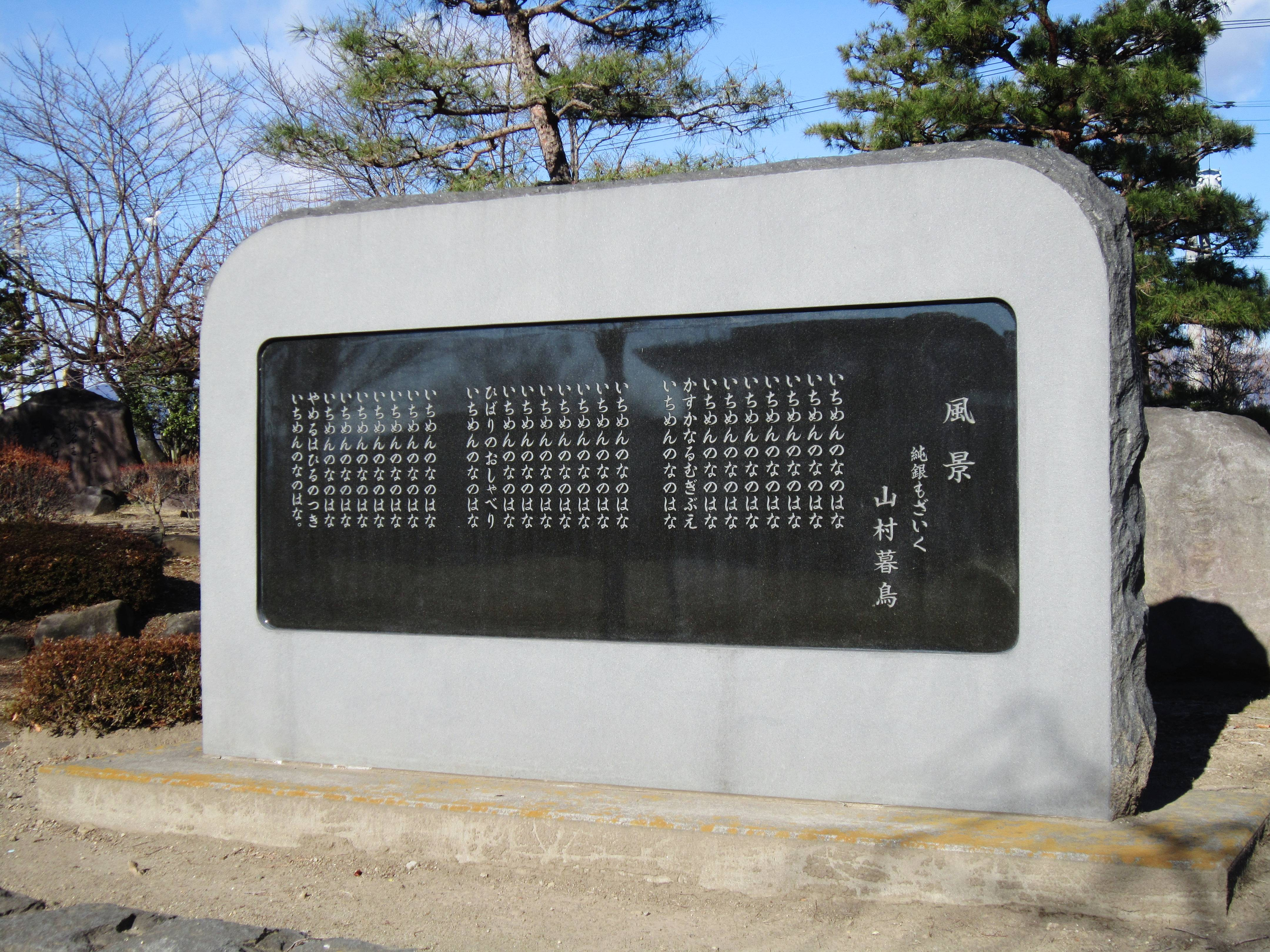
山村暮鳥「風景 純銀もざいく」詩碑（群馬県高崎市、上毛野はにわの里公園内）

菜の花は身近な春の光景として親しまれてきたため、文学や言葉に登場することも多い。
文学作品などに登場する菜の花は、明治以降は栽培が拡大したセイヨウアブラナが主体と見られる。
菜種梅雨
春雨前線が停滞する頃の雨の多い時期、ないしその雨を指す言葉。気象庁がその時期を明確に定めているわけではないが、主に3月半ばから4月前半にかけてのぐずついた天気を言う。この時期には、関東南部から九州にかけてアブラナが開花している事から名付けられた。ただし、いわゆる6月下旬から7月中旬の梅雨で起こるような激しい豪雨になる事は比較的少ない。
辛島美登里の曲。やまとなでしこ（東芝EMI TOCT-24943）に収録されている。NHKみんなのうたでもおなじみの曲である。
菜種月
春先によくみられる、かすみの掛かった月、おぼろ月
俳句
菜の花は晩春の季語である。
与謝蕪村（1716-1783年）は、菜の花（堀田満によれば、在来種アブラナ）をいくつもの歌に詠みこんでいる
菜の花や 月は東に日は西に
菜の花や 鯨もよらず 海暮ぬ
菜の花や 摩耶を下れば 日の暮るる （「摩耶」とは六甲山系の摩耶山のことと考えられる。眼下は神戸の海）
菜の花を 墓に手向けん 金福寺
- なの花にうしろ下りの住居かな（一茶）
- 菜の花の遙かに黄なり筑後川（夏目漱石）

小説
菜の花の沖-- 菜の花栽培が盛んな淡路島を舞台とする司馬遼太郎の長編小説。司馬遼太郎の回忌の名「菜の花忌」は、この小説に由来する。
詩
山村暮鳥は1915年の作品「風景 純銀もざいく」で、「いちめんのなのはな」という言葉を淡々と連ねるという、平易ながら斬新な手法で風景を表している。
唱歌
「菜の花畠に入り日薄れ」と歌い出される「朧月夜」は長野県永江村（現・中野市大字永江）に生まれた高野辰之が作詞した。中野市や飯山市を含む長野県北信地方一帯では江戸時代から菜種（アブラナ）が主要な換金作物として栽培されており、一面に広がる菜種の花の記憶が詞のモチーフになったと想定される。昭和30年代以降、菜種油の需要が減ると菜種の作付けは激減し、一時は黄色い絨毯を敷き詰めたような景色はほとんど見られなくなったが、近年は観光用にノザワナを大規模に栽培して「朧月夜」で歌われた情景を再現している。
料理
炒り玉子を菜の花にみたてた「菜種あえ」、「菜種焼き」など
県花
千葉県
切手
- 1980年（昭和55年）10月1日発売　40円普通切手　菜の花とモンシロチョウ
- 1990年（平成2年）4月27日発売　62円　ふるさと切手　花・千葉・ナノハナ
- 2009年（平成21年）12月1日発売　50円と80円　ふるさと切手　ふるさとの花シリーズ第5集

名所
- マザー牧場（千葉県富津市）
- 利根川河川敷（埼玉県加須市）
- 浜離宮恩賜庭園（東京都中央区）
- 鬼怒グリーンパーク（栃木県塩谷郡高根沢町）
- 飯山菜の花公園（長野県飯山市）
- 四万十川河川敷（高知県四万十市）

## ギャラリー

### アブラナ属

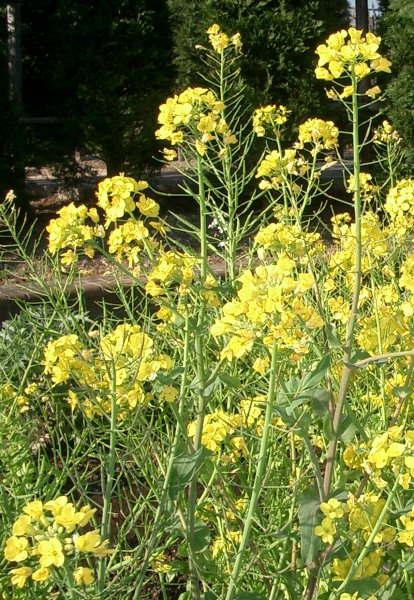
アブラナ
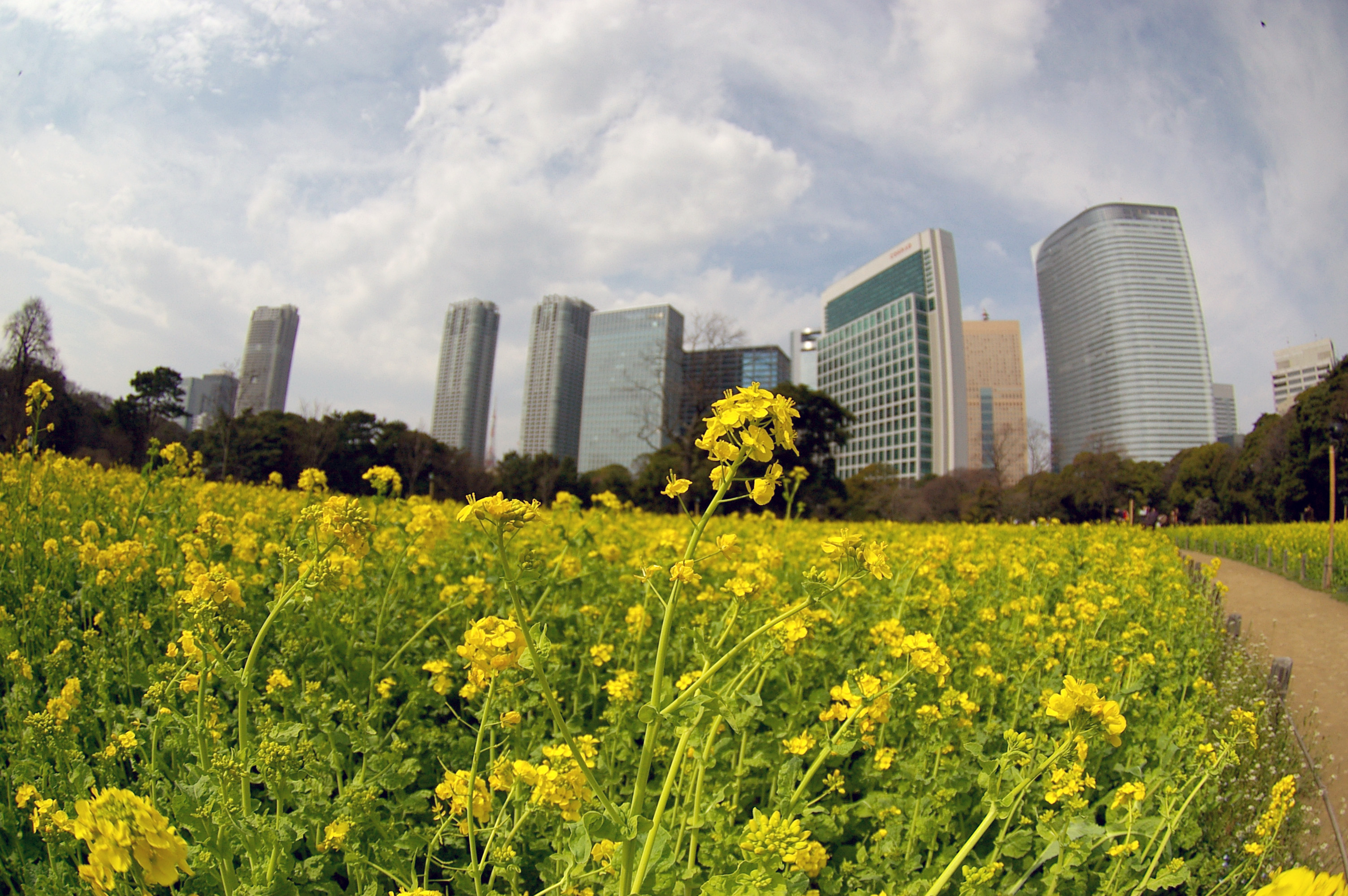
アブラナの花壇（汐留）
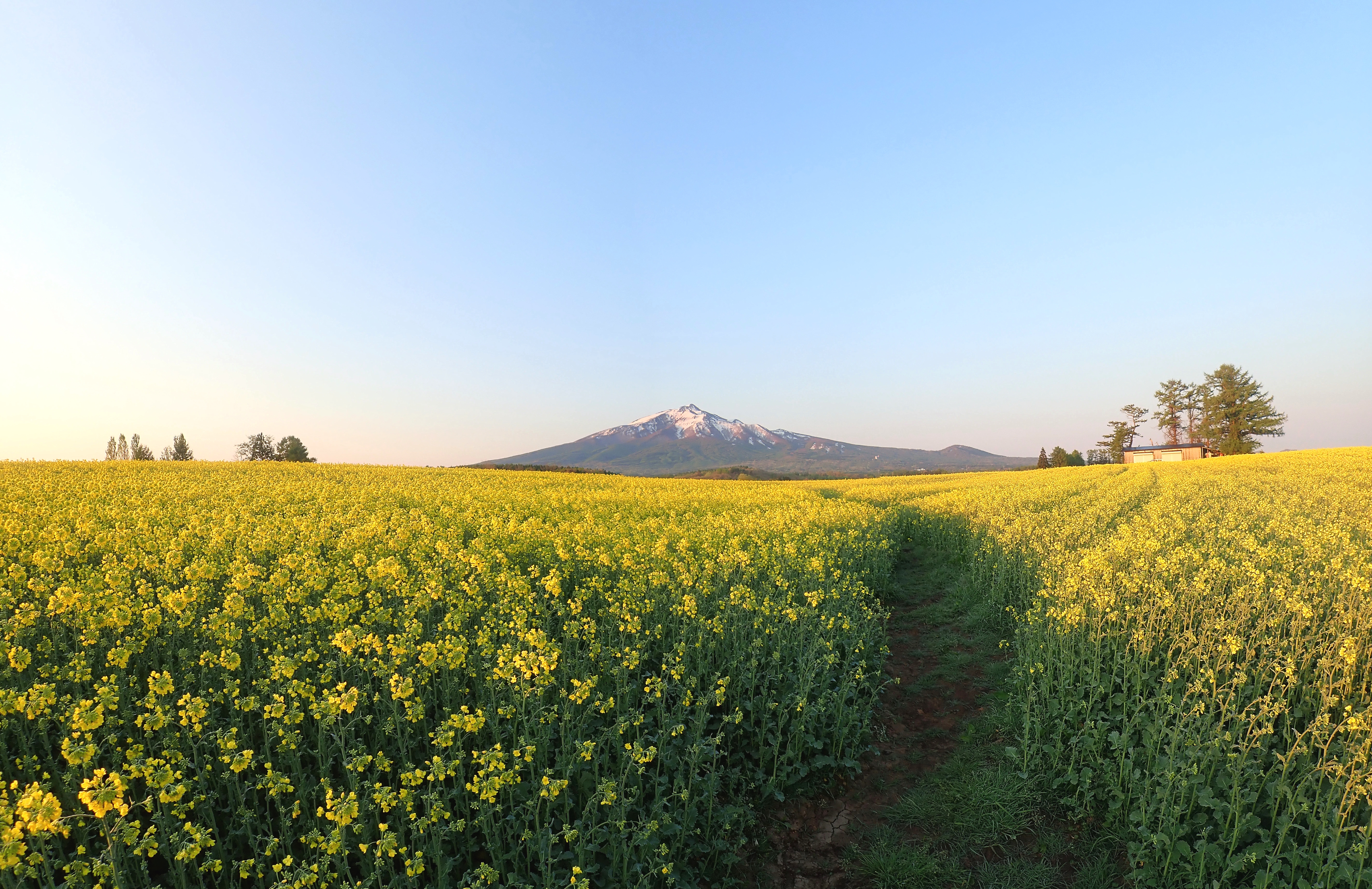
観光資源を兼ねた栽培（岩木山）
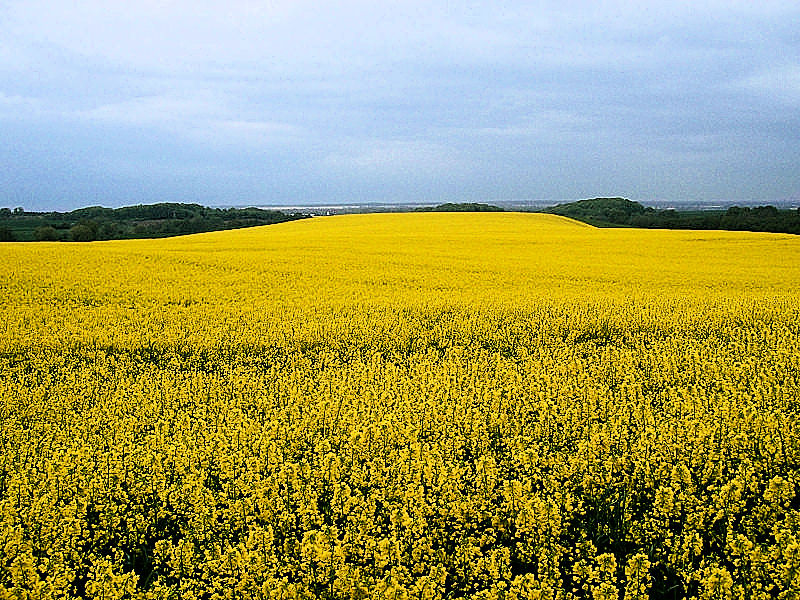
セイヨウアブラナ（ドイツ）
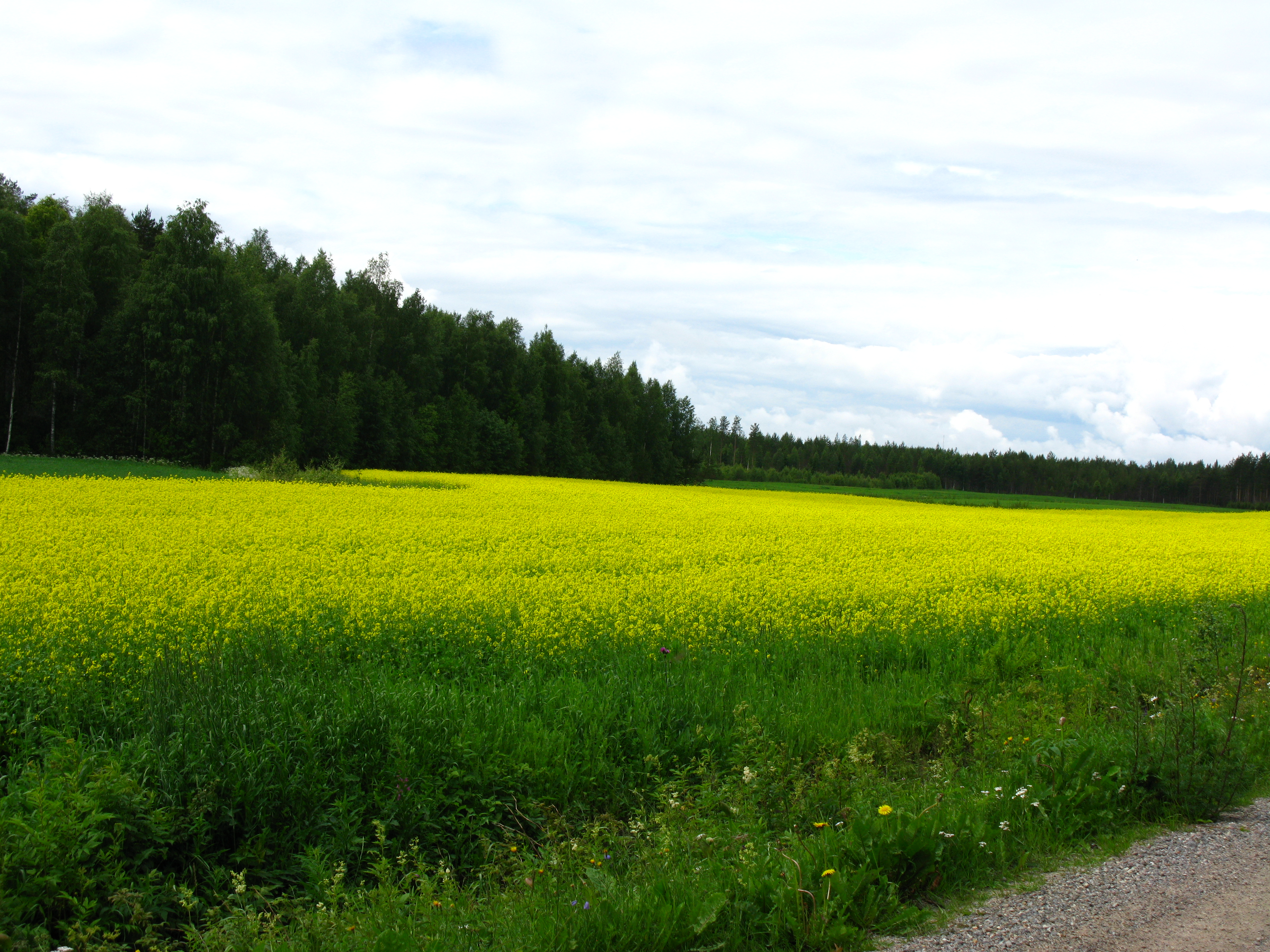
アブラナ
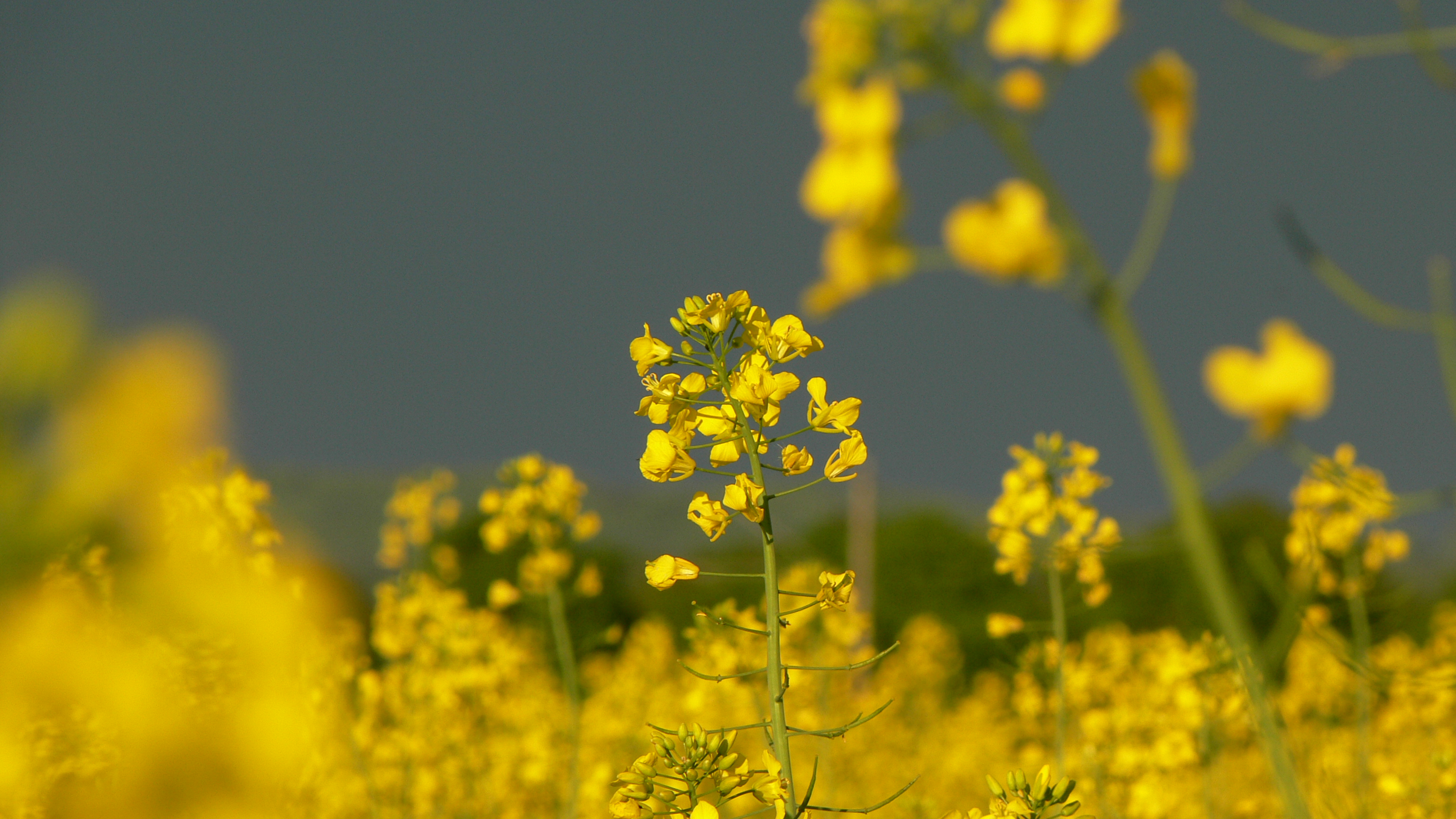
ワイルドマスタード
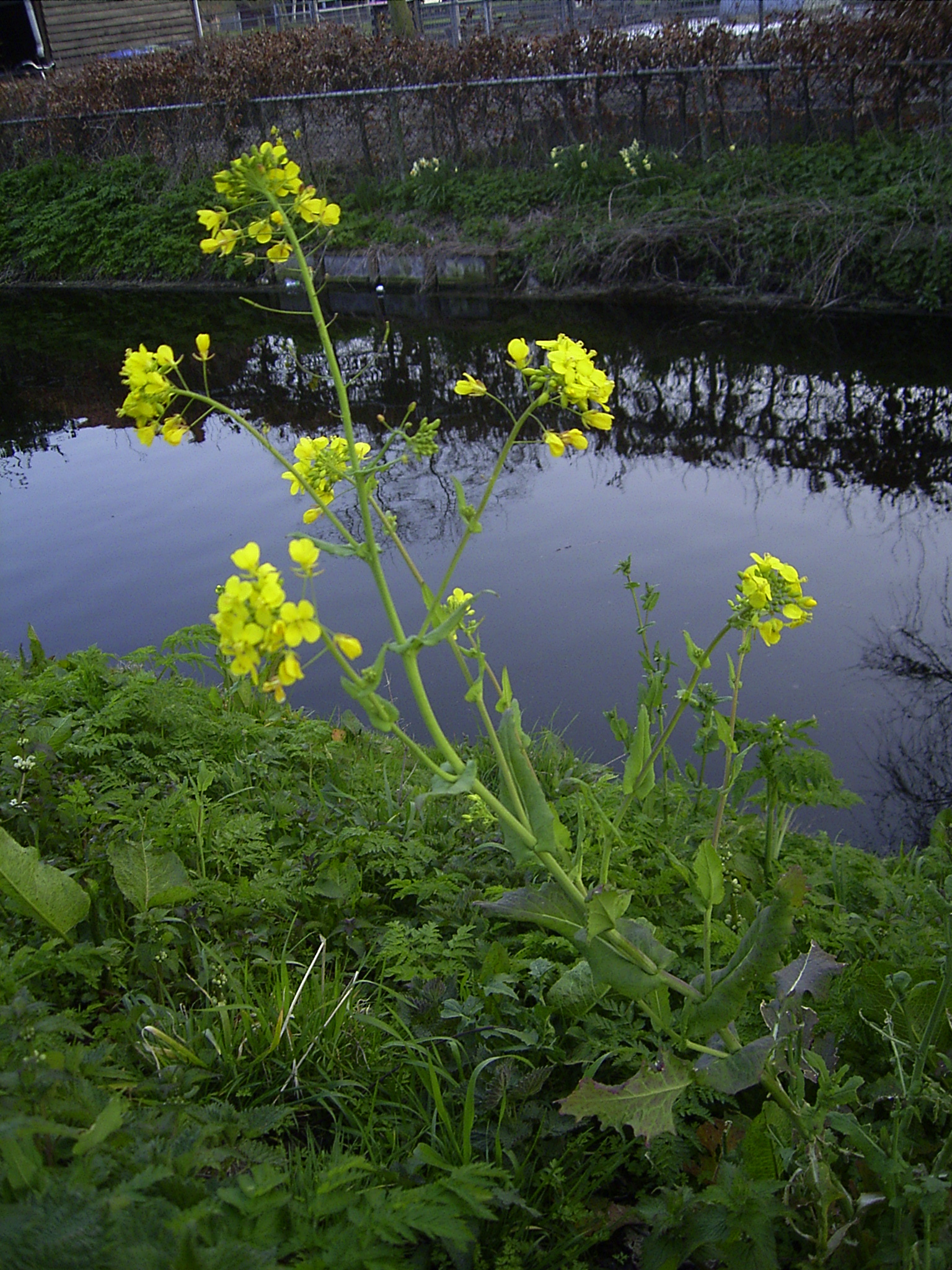
ラパ原種（オランダ）
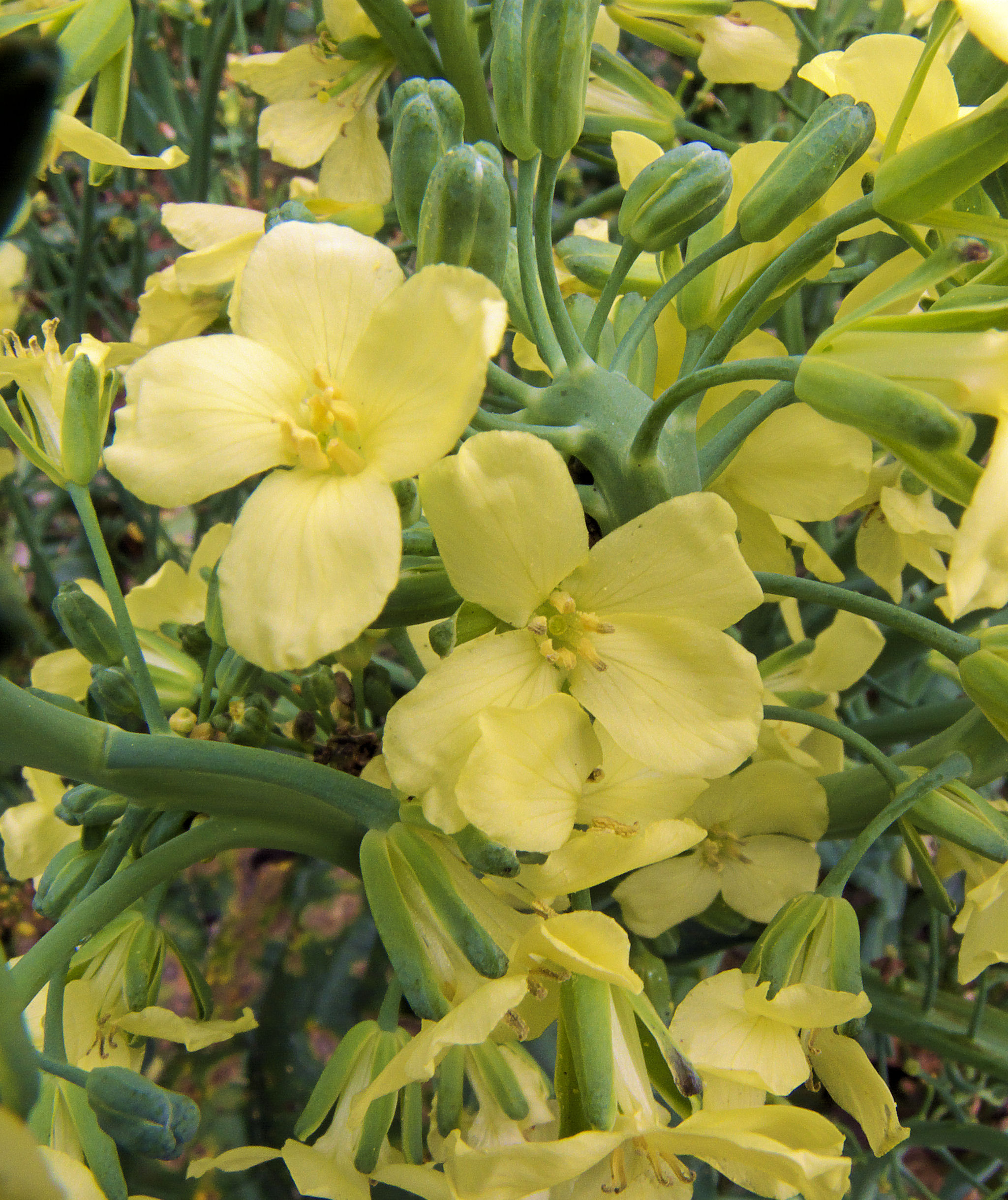
ブロッコリー
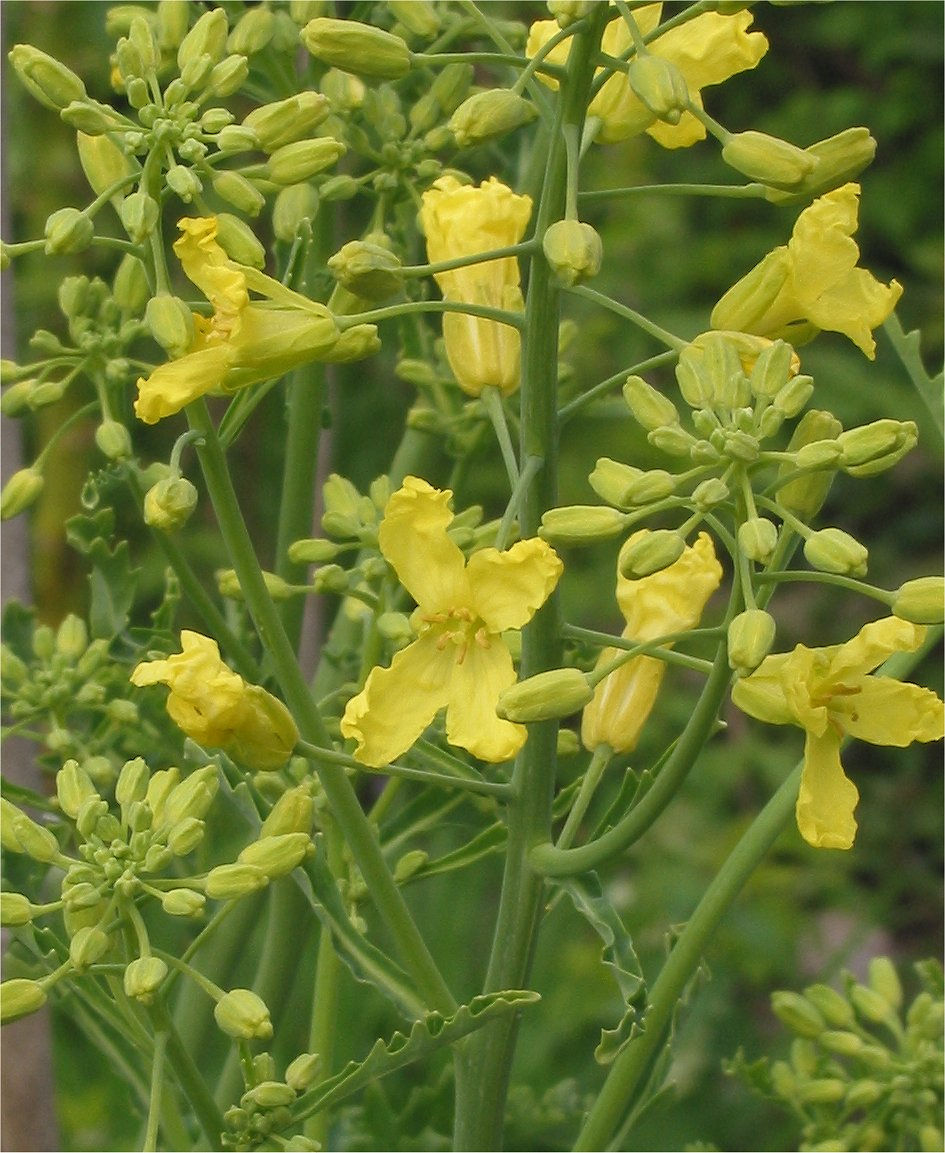
ケール（オランダ）
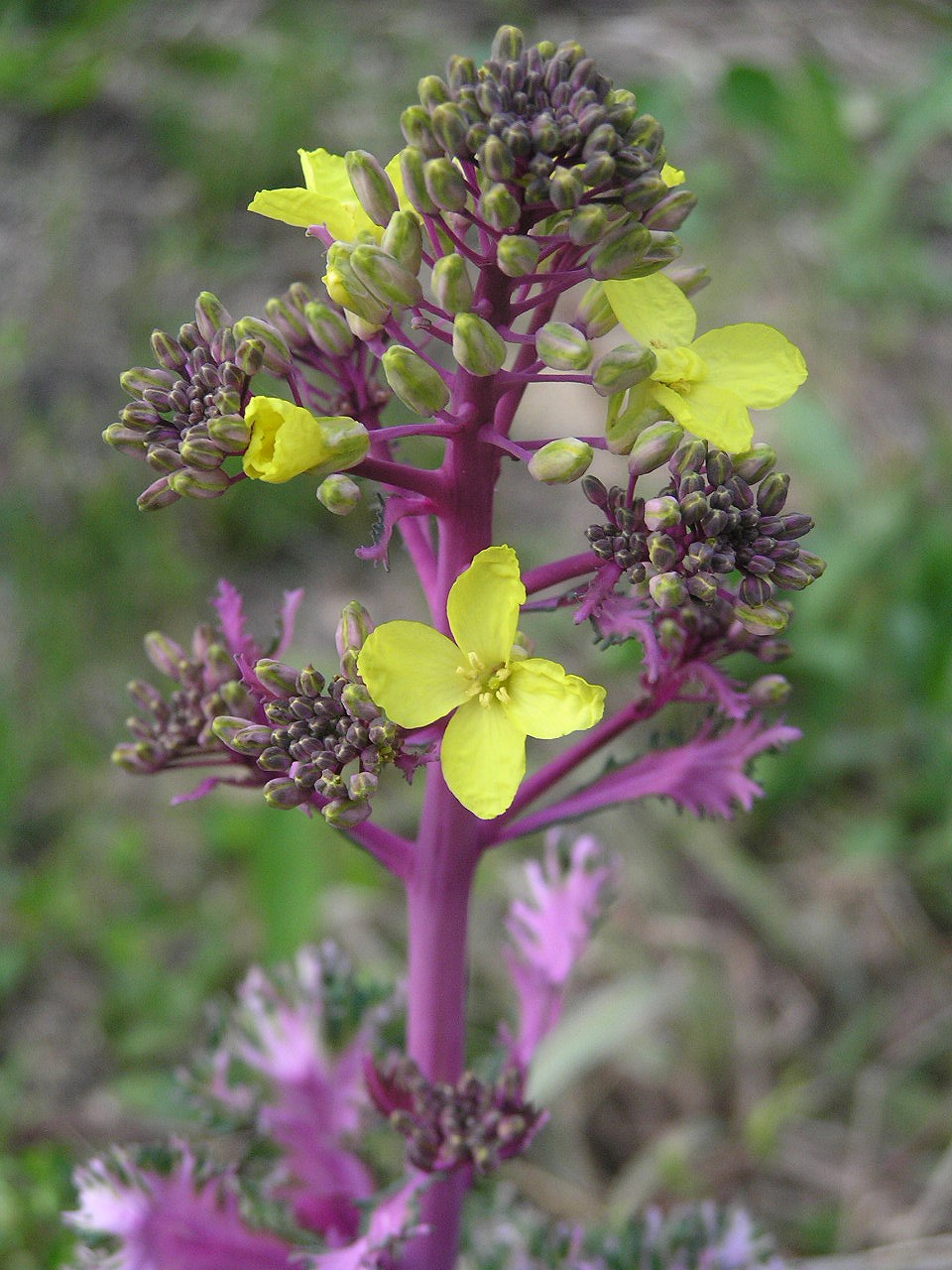
ハボタン
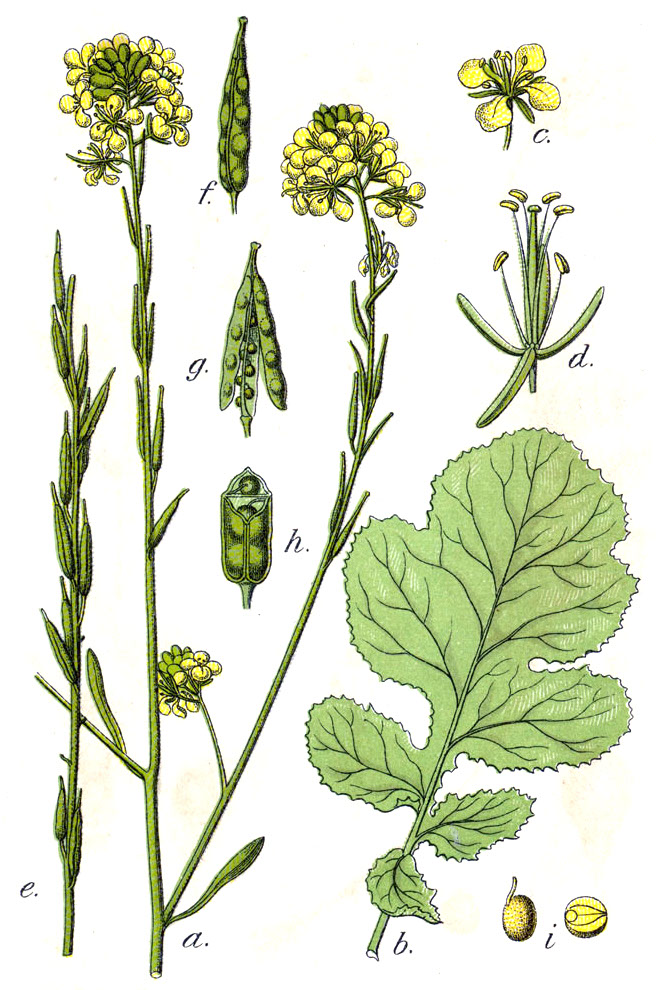
クロカラシ（図譜）
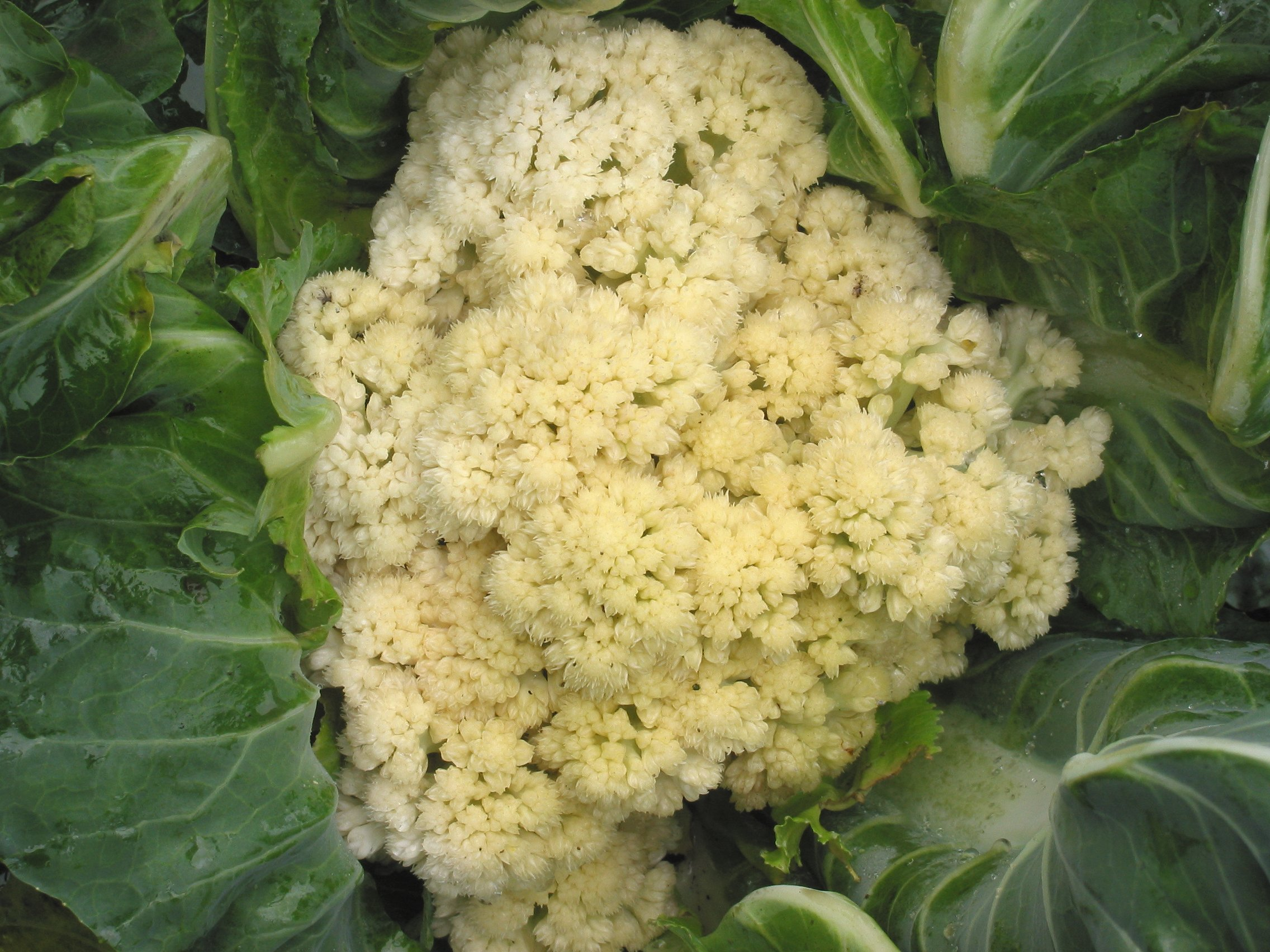
カリフラワーは例外

カラシナ（インド）

### その他の属

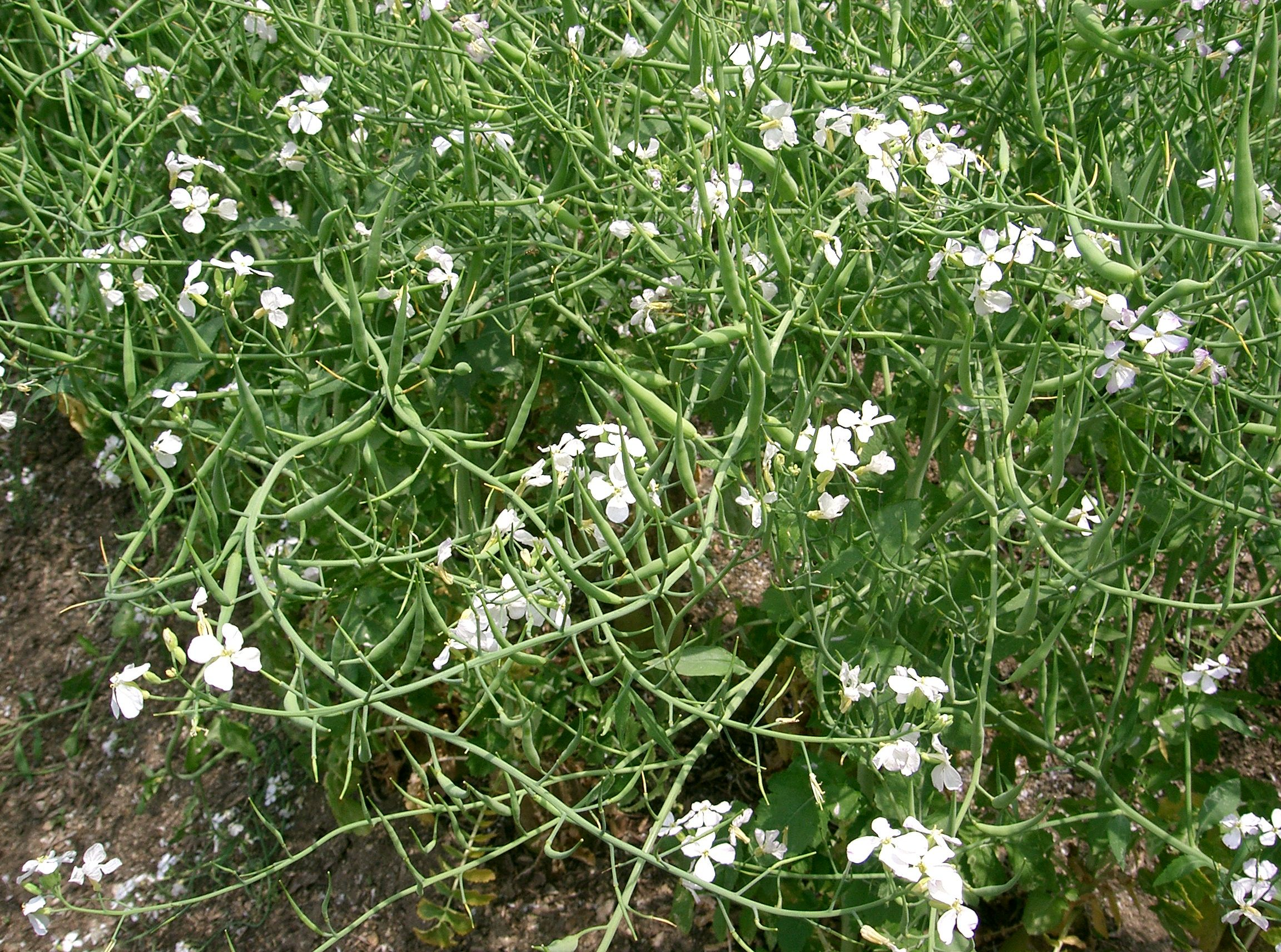
ダイコン
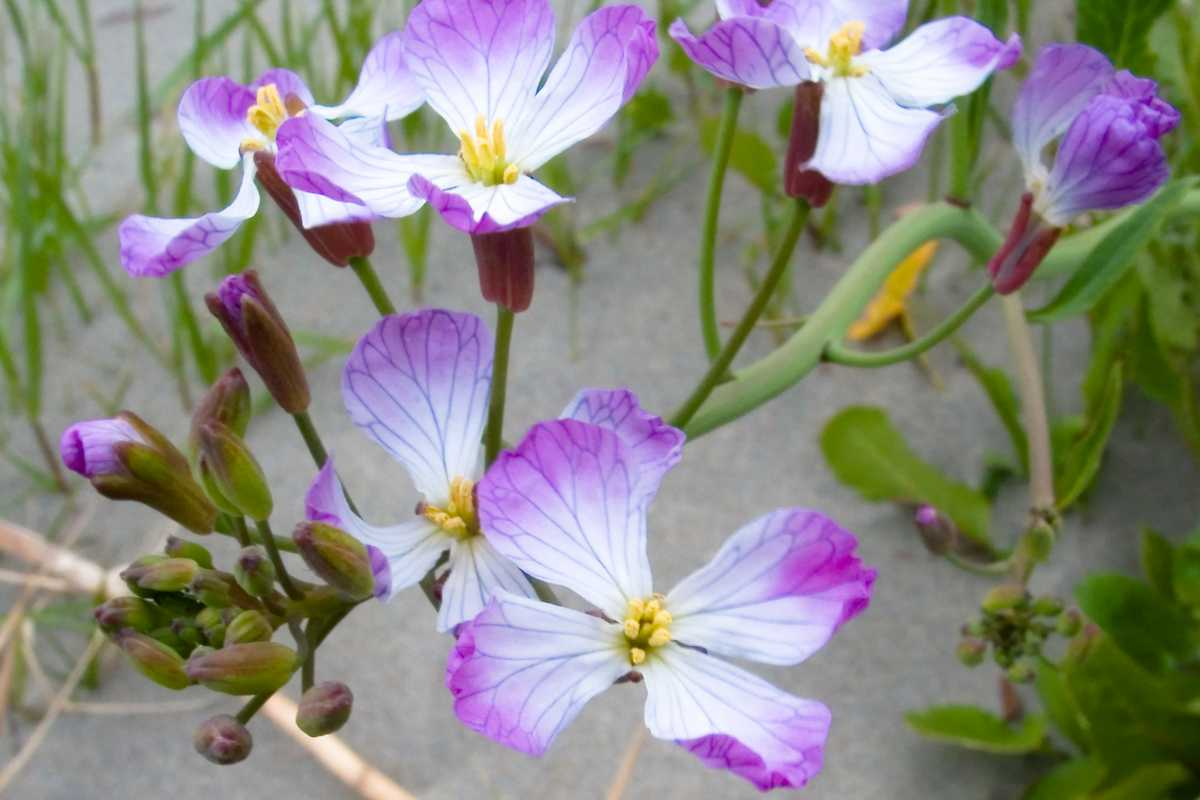
ハマダイコン